# Peter Wheatley

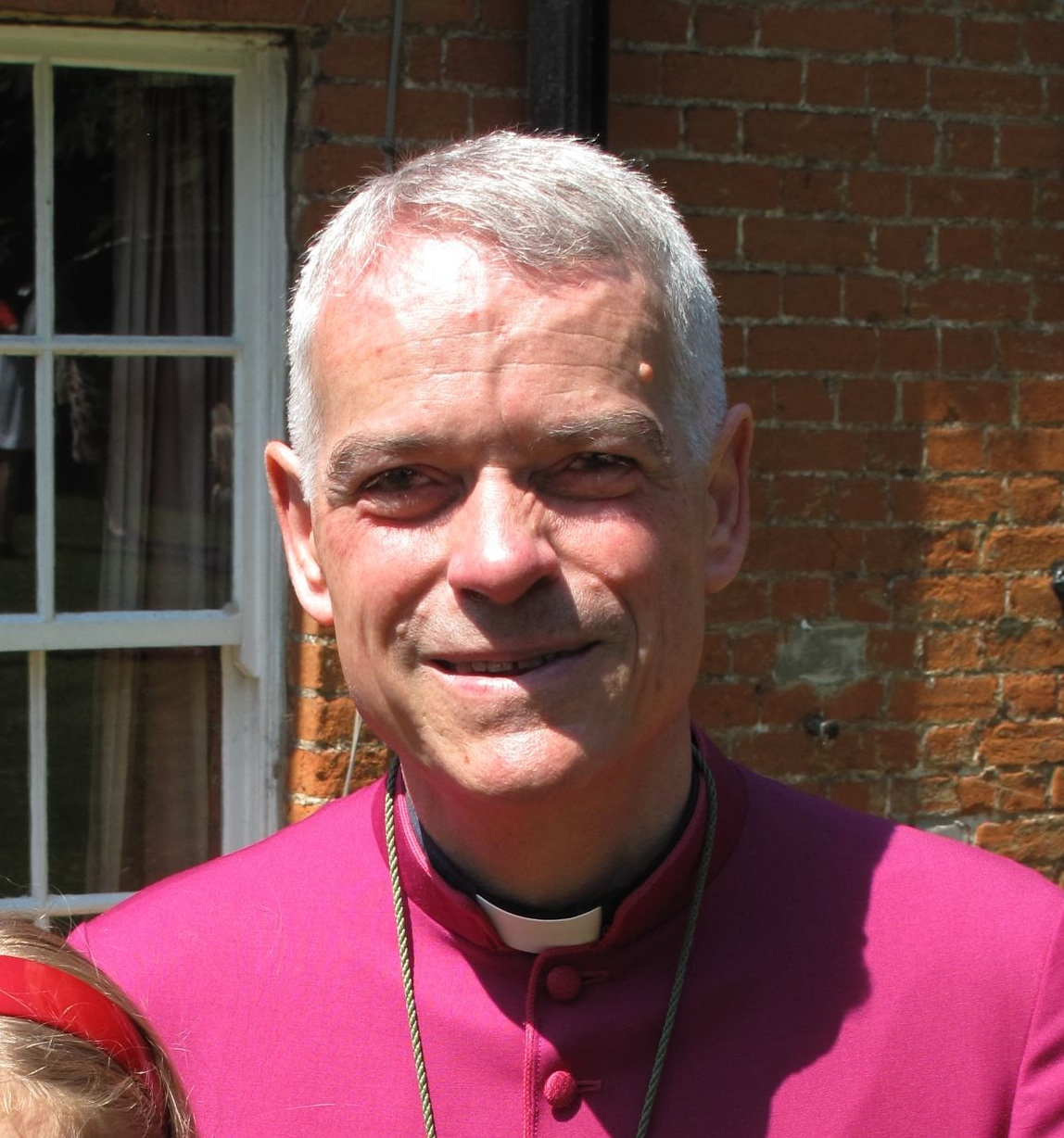
Peter Wheatley

Peter Wheatley (* 7. September 1947) ist ein britischer anglikanischer Bischof im Ruhestand.

## Leben
Wheatley studierte am Queen’s College in Oxford und am Pembroke College in Cambridge anglikanische Theologie. 1973 wurde er zum anglikanischen Priester ordiniert. Von 1995 bis 1999 war Wheatley Erzdiakon von Hampstead, bis er im März 1999 als Nachfolger von Brian Masters zum Bischof von Edmonton in der Diözese London geweiht wurde. Zum Jahresende 2014 trat er in den Ruhestand.
2003 wurde berichtet, dass Wheatley homosexuell sei. Nach eigenen Angaben lebte er in einer zölibatären Beziehung mit seinem Partner in London zusammen.

## Anreden
- 1947–1973: Peter Wheatley
- 1973–1995: The Revd Peter Wheatley
- 1995–1999: The Ven Peter Wheatley
- seit 1999: The Rt Revd Peter Wheatley